# 白身魚

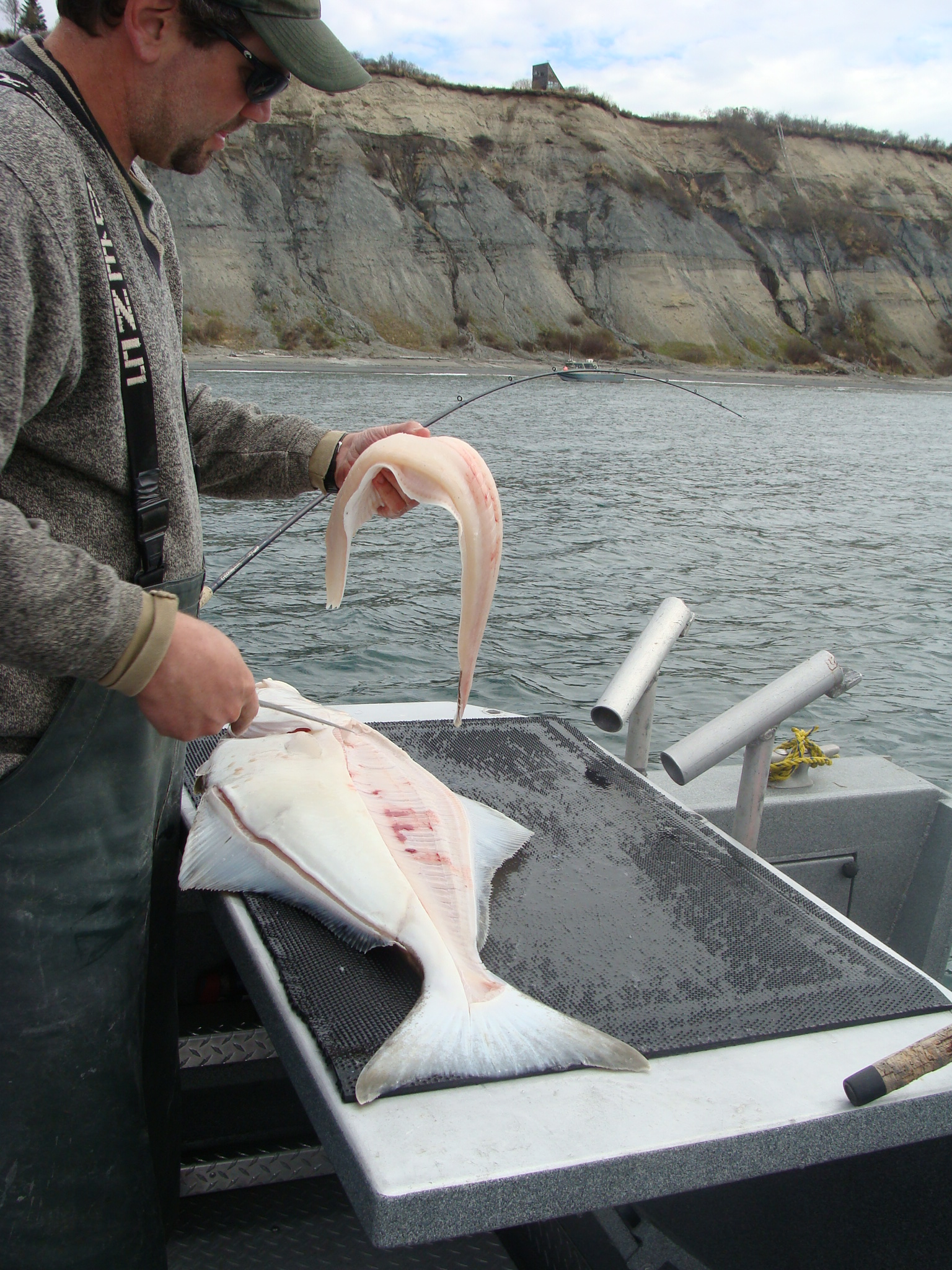
オヒョウを調理している様子

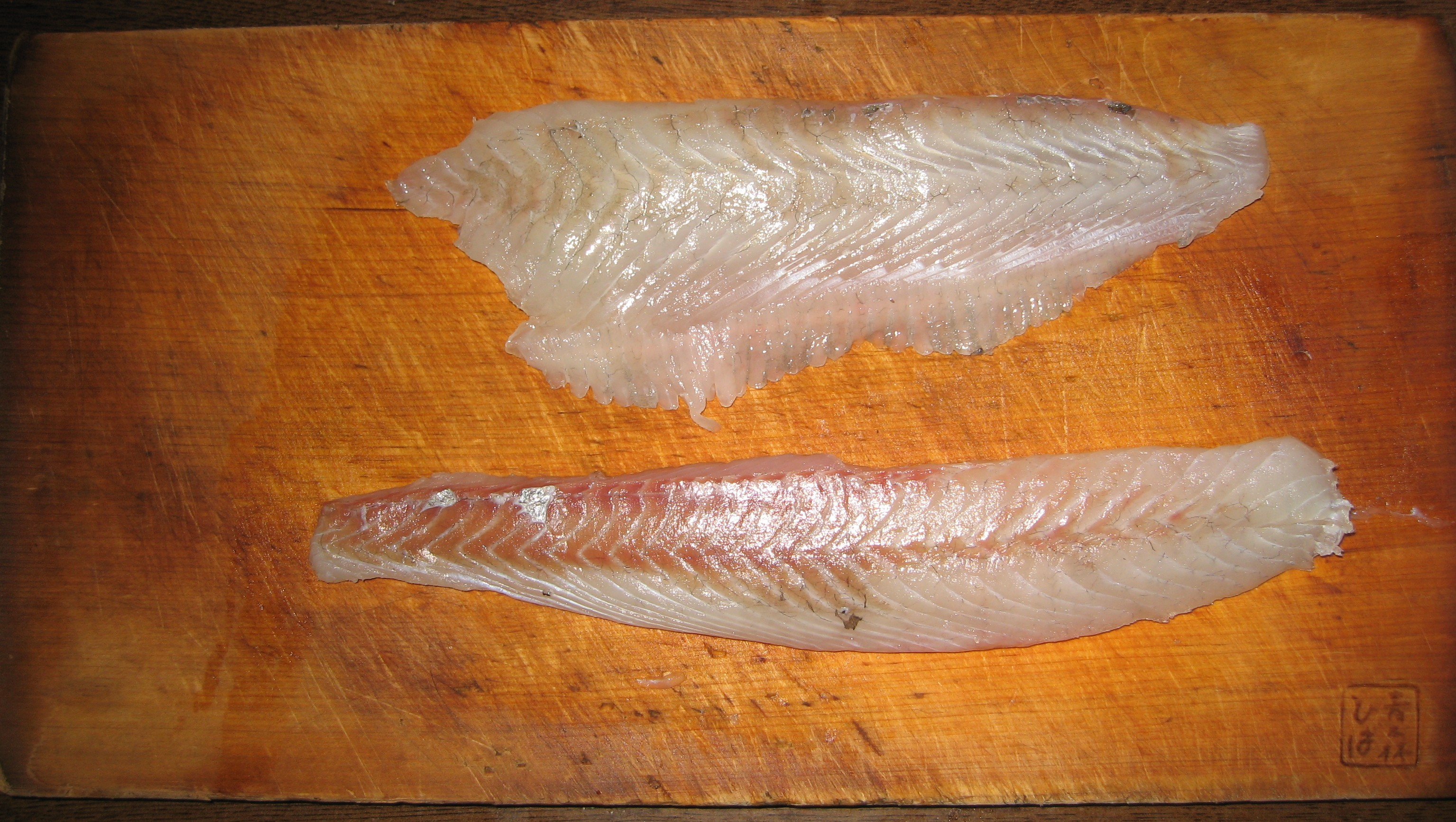
ヒラメ（上）とスズキ (魚)（下）のさくどり

白身魚（しろみざかな）とは、白身（赤身でない肉）の魚肉。多くの魚の筋肉は白色、または黄色に
白身の魚の多くは岩礁や海底、砂地などに身をひそめて生息し、獲物を捕る時や逃げるときに泳ぐ魚が多い。酸素があまり必要ないため、身が白く見える。

## 概要
魚の筋肉の構造は、短い筋繊維が結合織層（筋隔）によって層状に繋がってできている。結合組織はコラーゲンでできており、加熱することでゼラチン化し融解する。筋肉には瞬発力を司る白筋繊維（白筋）と持続的な運動を司る赤筋繊維（赤筋）があり、マグロのように休みなく高速で泳ぎ続ける赤身の魚は赤筋の比率が高い。また、その生態を維持する上で必要な酸素を保持する赤いミオグロビン色素を持つ。
赤身と白身の区別は、100グラム当たりのヘモグロビンとミオグロビンの含有量が10mg以上が赤身、10mg未満が白身とされている。白身魚はコラーゲンを多く含み、赤筋に比べて白筋の比率が高いため、煮崩れを起こしやすい。冷凍した白身魚を解凍した時に、酵素の働きで細胞壁が壊れ身が溶けてしまう事もある。また、脂肪の含有量は赤身魚よりも少ない種が多く、そういった種は加熱調理した時に火の通りが早い。
一般に白身魚の風味は淡白と言われるが海水魚と淡水魚では大きく異なる。概ね海水域の白身魚の方が淡白だが、海岸に近い場所で捕れた魚は藻類などから作られるプロモフェノールと呼ばれる臭素、いわゆる「磯の香り」を持つことがある。淡水域、汽水域の魚は泥臭さなどの臭みが感じられることがある。また、海水魚に比べて鮮度の劣化が風味に出にくい特徴がある。
サケやマスは餌としている甲殻類からアスタキサンチンを蓄積し筋肉がオレンジ色になる。養殖のサケに与える餌にアスタキサンチンを添加しないと、その筋肉は白色になる。
白身魚は赤身魚とは違って脂肪の量が少なく低カロリーで、味が薄い。
青臭くでも調理すると美味しい。

## 利用
刺身・焼き魚・煮魚・揚げ物などの赤身魚と同様の調理法の他に、白身魚は解れやすい特徴を利用して練り物や魚肉ソーセージ、田麩に利用される。

## 代表的な魚

### 日本
- ヒラメ
- アナゴ
- 鯛
- タラ
- マス
- サケ
- スズキ
- フグ
- キス